# Pelta

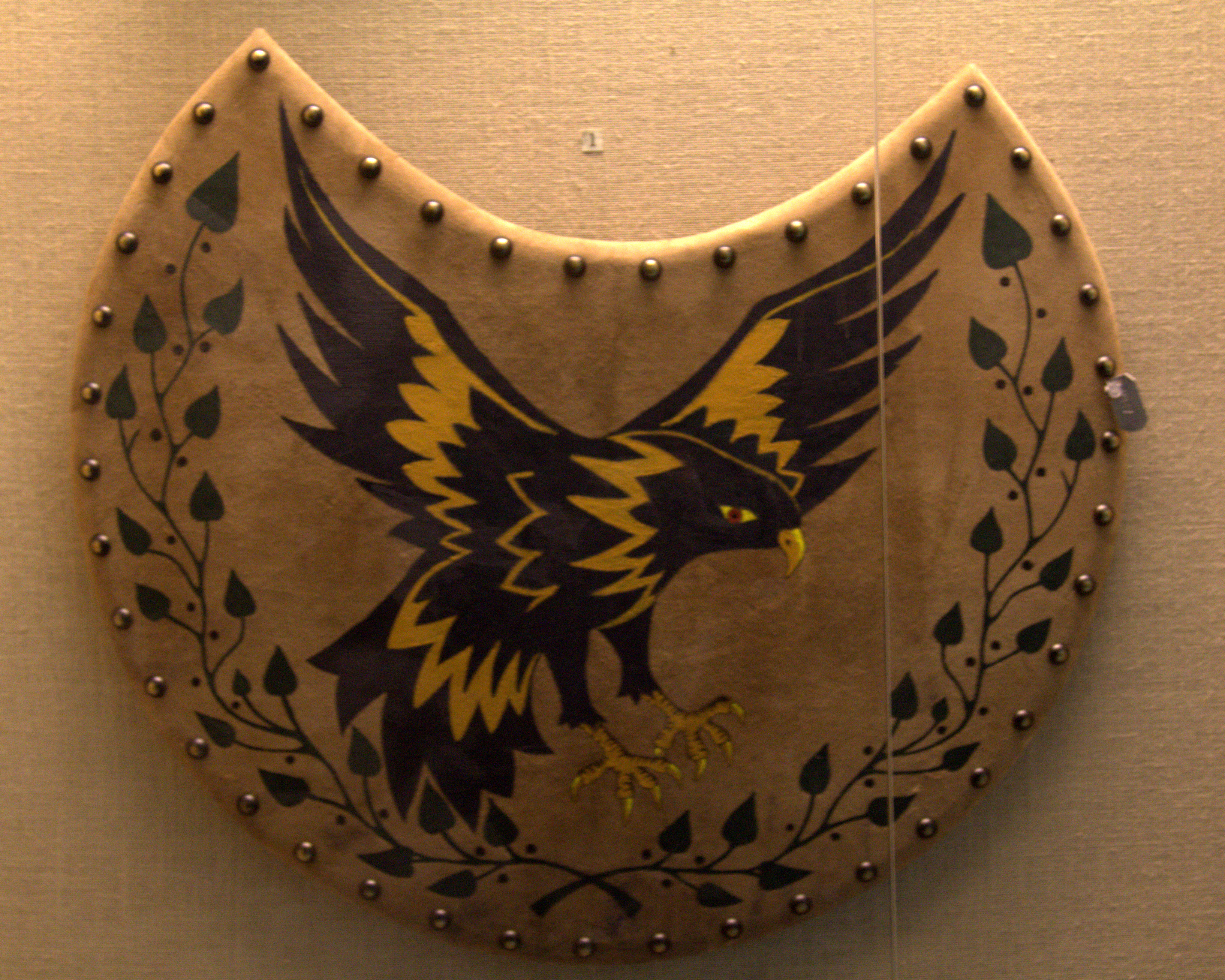
Reproduction d'une pelta achéménide (musée de la Guerre d’Athènes).

Une pelta (en grec ancien : πέλτη, péltê ; en latin : pelta), ou pelte (nom féminin qualifiant en français l'ornement architectural ou décoratif en forme de pelta) est un petit bouclier léger en forme de croissant lunaire, avec une ou deux échancrures demi-circulaires.

## Lapelta, arme orientale

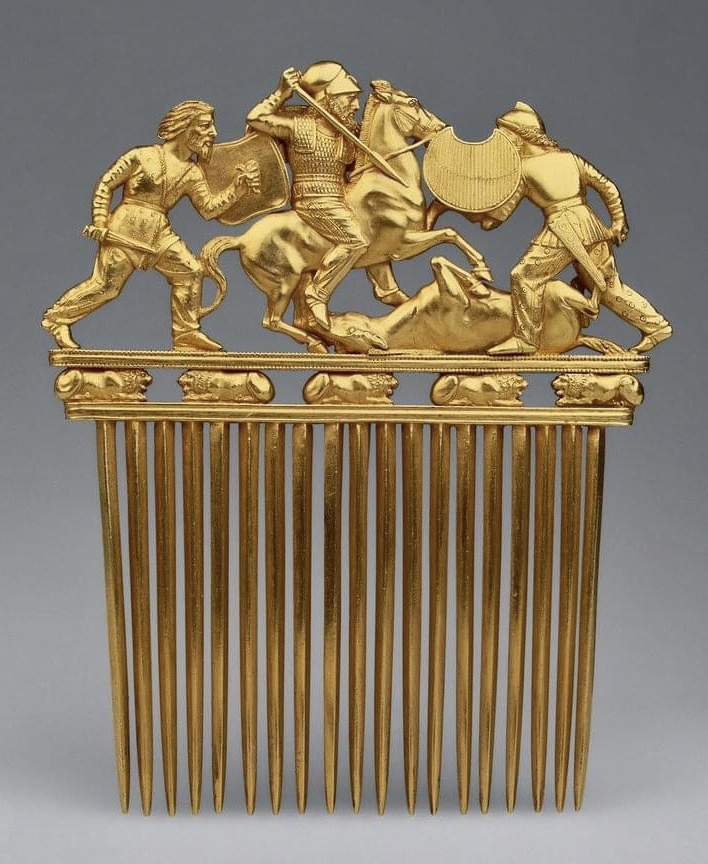
Guerriers Scythes armés d'une pelta en forme de demi-lune (peigne scythe, musée de l'Ermitage du kourgane Solokha).

Ce bouclier était fait d'un treillage d'osier recouvert de cuir épais. Il était muni d'une poignée et de courroies qui permettaient de le porter sur le dos.
Ce genre de bouclier était propre aux peuples asiatiques, tels que les Scythes, ainsi qu'aux Thraces, par qui les Grecs le connurent.
Quand les Thraces entrèrent dans les armées helléniques, d'abord comme mercenaires, puis plus tard comme troupes régulières, ils conservèrent leur arme nationale et reçurent à cause d'elle le nom de peltastes, donné ensuite à des troupes qui tenaient le milieu entre les soldats pesamment et légèrement armés.

## Lapelta, arme des Amazones
Le bouclier a été attribué aux Amazones par les poètes (qui les appelaient peltatae, ou peltiferae). En effet, ce bouclier est bien adapté à la morphologie féminine par sa petite taille et sa légèreté et sa forme est idéale pour monter à cheval car il peut être attaché sur le dos en dirigeant la grande échancrure vers la courbure du dos du cheval. On réduit ainsi le risque pour la guerrière d'être gênée par les frottements de son bouclier avec le dos de sa monture, surtout au cours des courses rapides.
Quintus de Smyrne donne cette description du bouclier de Penthésilée : « Elle prit son bouclier divin, semblable au croissant de la lune lorsqu'elle s'élève au-dessus de l'Océan profond, remplissant à moitié son disque et courbant ses pointes : tel était ce large bouclier. »

## Lapeltadans les décors antiques

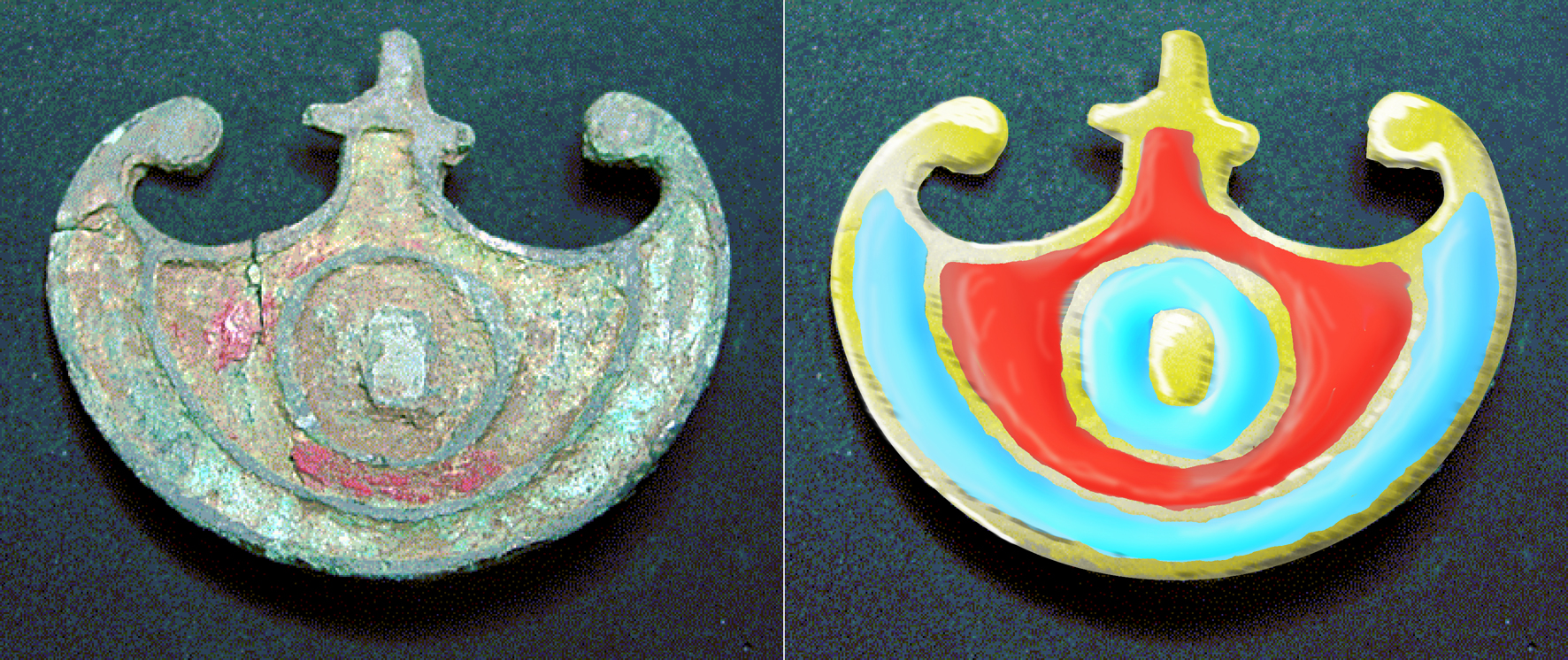
Broche romaine en forme de pelta mise au jour en Pannonie (IIe siècle).

À l'époque romaine, les boucliers d'Amazones connaissent une très grande faveur et tendent à décorer les mosaïques et les arts mineurs. Des peltae encadrent souvent les cartouches portant une inscription sur les monuments ou les sarcophages. R. Gavelle a voulu considérer la pelta comme un attribut bacchique, évoquant la similitude entre « la forme de la pelta et la feuille de lierre ». Selon Gilbert Charles-Picard, la pelta à l'époque impériale symbolise la virtus. Pour lui, elle possède deux valeurs, l'une ethnique : « c'est l'arme des Orientaux », l'autre symbolique, les Amazones étant devenues « les symboles de la vertu guerrière, la virtus, qui constituait la principale des qualités royales requises par la théologie hellénistique ». 
L'opinion la plus fréquemment admise attribue à la pelta une valeur apotropaïque semblable à celle du gorgoneion.

## Lapeltade nos jours
La symbolique de la pelta continue d'être utilisée de nos jours, sous le nom de « pelte », en particulier par la République française, notamment sur les passeports. On la retrouve aussi sur l'emblème de la présidence de la République française, sous les mandats de Nicolas Sarkozy, de François Hollande et d' Emmanuel Macron.

Pelte dont les angles sont terminés par des têtes de lion et d'aigle, sur l'emblème officieux de la République française.
Pelte (chargée du monogramme RF) dans l'emblème utilisé de 2010 à 2018 par la présidence de la République française.